# Pyrgocyphosoma picenum
Pyrgocyphosoma picenum är en mångfotingart som beskrevs av Manfredi 1953. Pyrgocyphosoma picenum ingår i släktet Pyrgocyphosoma och familjen knöldubbelfotingar. Inga underarter finns listade i Catalogue of Life.